# Heinrich Brück (Bischof)

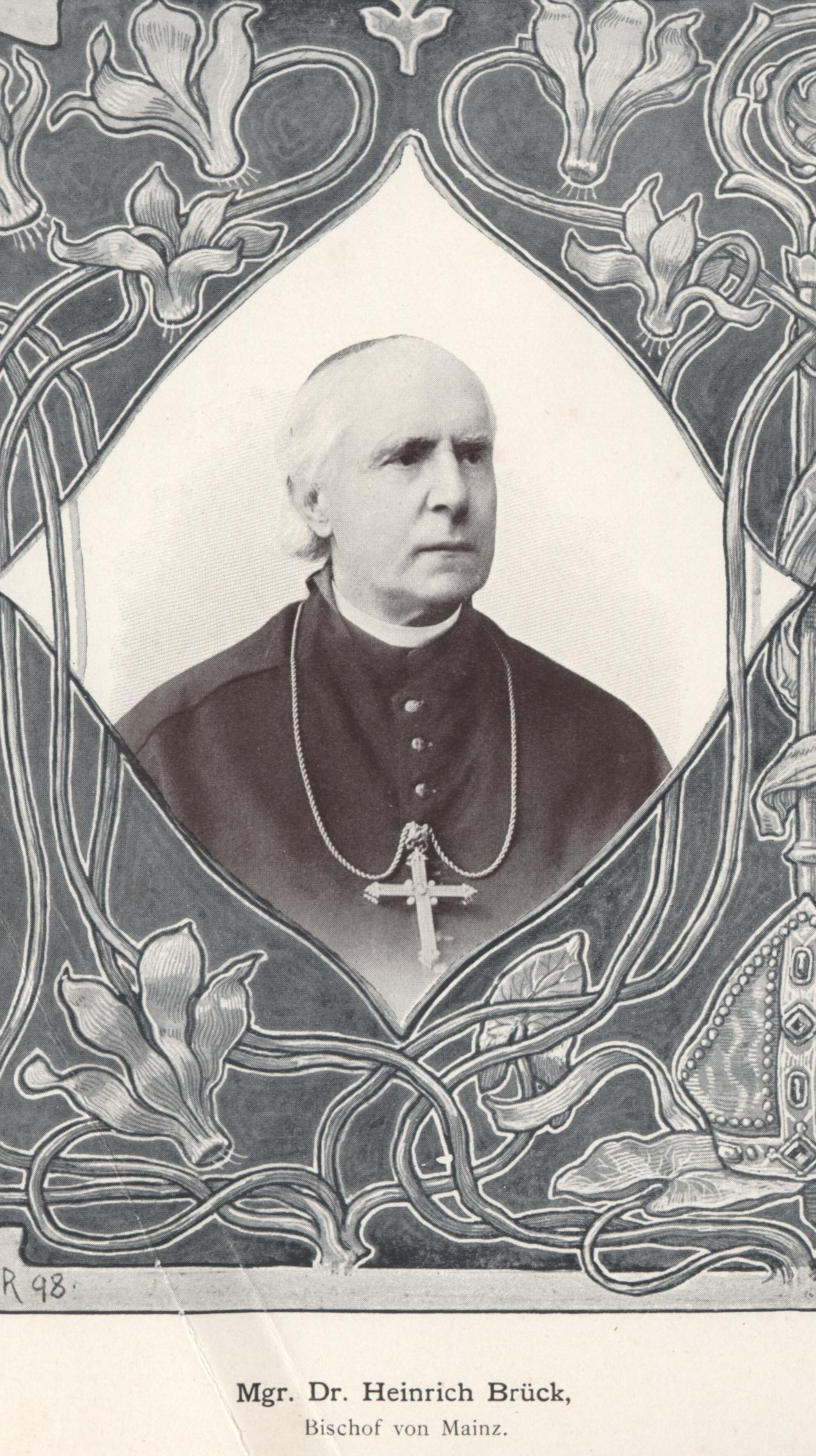
Bischof Heinrich Brück

Heinrich Brück (* 25. Oktober 1831 in Bingen; † 5. November 1903 in Mainz) war ein deutscher Kirchenhistoriker und Bischof von Mainz.

## Leben
Heinrich Brück war der Sohn des Gastwirts, Bierbrauers und Küfers Andreas Brück und dessen Ehefrau Anna Maria geborene Köhler. Er besuchte die Gemeindeschule und Realschule in Bingen und erlernte das Küferhandwerk seines Vaters, nahm nebenher Privatunterricht und bestand 1851 die Reifeprüfung. Nach Studien der Theologie in Rom und Mainz wurde er am 30. März 1855 zum Priester geweiht. Anschließend war er Kaplan in Nieder-Olm. Da er ausersehen wurde, den Lehrstuhl für Kirchengeschichte am Priesterseminar Mainz zu übernehmen, wurde er für weiterführende kirchengeschichtliche Studien in München (bei Ignaz von Döllinger) und in Rom freigestellt. Während seines Rom-Studiums lebte er am Priesterkolleg Santa Maria dell’Anima. 1865 wurde er mit einer Dissertation zur rheinischen Geistesgeschichte, zur Theologiegeschichte und zur Katholischen Aufklärung im Kurfürstentum Mainz im 18. Jahrhundert promoviert.
Bereits 1862 war Brück zum Professor am Mainzer Priesterseminar berufen worden. Dort lehrte er bis zu seiner Bischofswahl Kirchengeschichte, ausgenommen von 1878 bis 1887, als das Seminar während des Kulturkampfes geschlossen war.
1899 erwählte man Heinrich Brück zum Domkapitular, nach dem Tode von Bischof Haffner, am 2. November 1899 wurde er Bistumsverweser. Am 21. Dezember gleichen Jahres erfolgte seine Wahl zum Bischof von Mainz. Die Bischofsweihe empfing er am 20. Mai 1900 durch den Freiburger Erzbischof Thomas Nörber; Mitkonsekrator war Paul Wilhelm von Keppler, Bischof von Rottenburg.

Über seine Wahl zum Bischof berichtet die Grünstadter Zeitung Nr. 301, vom 22. Dezember 1899:

„Mainz, 21. Dezember. Heute fand hier die Wahl eines neuen Bischofs statt. Nach einem feierlichen Hochamt im Dom das durch den Bistumsverweser Dr. Brück celebriert wurde und an dem sich sämtliche Geistliche der Stadt und Umgegend betheiligten, zog sich das Domcapitel mit dem Regierungsvertreter, Generalstaatsanwalt Schlippe, in die St. Nikolauscapelle zurück, um dort die Wahl des Bischofs vorzunehmen. Nach vollzogener Wahl kehrte der Sekretär des Domcapitels, Herr Dr. Selbst, in die Kirche zurück, bestieg die Kanzel und verkündete, daß zum Bischof der Diöcese Mainz, vom Domcapitel, der Bisthumsverweser Professor Dr. Heinrich Brück gewählt worden sei. Nachdem die Geistlichen wieder in feierlichem Zug in die Kirche zurückgekehrt waren, wurde das "Te Deum" und dann das "Domine Salvum fac" gesungen. Sämtliche Glocken des Domes und der Pfarreien verkündeten sodann, daß die Diöcese wieder einen Bischof habe. “

  Nach einem Lebenslauf konstatiert der Bericht weiter:

„Die hervorragendste Thätigkeit entfaltete der Neugewählte auf literarischem Gebiete; er ist als Kirchenhistoriker bekannt. Als Früchte seiner langjährigen academischen Thätigkeit liegen außer vielen kleineren Arbeiten vor: Ein weitverbreitetes Lehrbuch der Kirchengeschichte, das ins Englische, Französische und Italienische übersetzt wurde und dadurch an allen Universitäten und Seminarien eingang gefunden hat. Weiter eine Geschichte der Oberrheinischen Kirchenprovinz und eine Kirchengeschichte des 19. Jahrhunderts.“

Als Bischof von Mainz war er von 1900 bis 1903 qua Amt Mitglied der Ersten Kammer der Landstände des Großherzogtums Hessen. Seinen Abgeordneteneid legte er am 4. Juli 1900 ab. In der Landtagssession 1903 ließ er sich durch Friedrich Elz vertreten.

## Schriften
- Die rationalistischen Bestrebungen im katholischen Deutschland, besonders in den drei rheinischen Erzbisthümern in der zweiten Hälfte des achtzehnten Jahrhunderts. Mit Benutzung der Protocolle des ehemaligen erzbischöflichen Generalvicariats von Mainz. Ein Beitrag zur Kirchengeschichte. Kirchheim, Mainz 1865.
- Lehrbuch der Kirchengeschichte, Mainz 1874.
- Geschichte der katholischen Kirche in Deutschland im neunzehnten Jahrhundert, 5. Bd., Mainz 1887–1905.
- Adam Franz Lennig Generalvicar und Domdecan von Mainz in seinem Leben und Wirken. Mainz, Kirchheim 1870.